# Juan Forest
Beato Juan Forest O.F.M. (en inglés:John Forest) (1471 - Londres, 22 de mayo de 1538) Presbítero franciscano inglés, confesor de la reina Catalina de Aragón. Fue martirizado por no admitir a Enrique VIII como cabeza de la Iglesia de Inglaterra.

## Biografía
Nacido en la zona de Oxford. A los 17 años profesó como hermano francisano de la observancia regular en Greenwich. Estudió teología en la Universidad de Oxford y finalizados fue ordenado sacerdote. El cardenal Wolsey le encargó de predicar en la catedral de San Pablo de Londres, lo que le valió ser nombrado primero capellán y después confesor de la reina
Catalina de Aragón.Gozó de la estimación y la amistad de Enrique VIII, hasta el tema del divorcio con Catalina de Aragón.
Juan Forest, guardián del convento franciscano, advirtió a los cohermanos en un capítulo de 1532 que el rey quería suprimir la Orden. Desde el púlpito de la iglesia de San Pablo había defendido enérgicamente la validez de las nupcias puesta en discusión y había hablado abiertamente contra Thomas Cromwell e indirectamente contra el rey. La condena papal de 1534 indignó a Enrique VIII, que suprimió los conventos de los franciscanos y les ordenó dispersarse en otros conventos. Fue encarcelado en Newgate, hasta 1534.
En 1538 Juan se encontraba en el convento de los franciscanos conventuales, en Smithfield. En aquella especie de confinamiento pudo mantener con la reina Catalina, con su dama de compañía Elisabeth Hammon y con el Beato Tomás Abell una correspondencia que se conserva todavía, por lo menos en parte. Escribió también un tratado contra Enrique VIII, que usurpaba el título de cabeza espiritual de la nación. El 8 de abril de ese año, se presentó ante el arzobispo Thomas Cranmer para que renunciase a su título asumido ilícitamente de manos del rey Enrique. Este tratado irritó al rey, que ordenó fuese arrestado. 
El 22 de mayo, antes de ser atado de los costados y suspendido sobre las llamas declaró: 

Creo en la Iglesia, una, santa, católica, apostólica, romana. Juro que no me apartaré jamás del Papa, Vicario de Cristo, sucesor de San Pedro y Obispo de Roma. Aunque bajase un ángel del cielo y me insinuase algo distinto de esto que he creído por toda mi vida, aunque debiera ser despedazado parte por parte, miembro por miembro, quemado, ahorcado o se me infligiera cualquier otro dolor, no me apartaré de mi fe.

 Fue quemado vivo en Smithfield, Londres. Hugh Latimer ofició en la ejecución. Tenía 67 años.